# الحرب الإنجليزية المصرية (1882)
الحرب الإنجليزية المصرية الثانية دارت رحاها عام 1882 بين القوات المصرية بقيادة أحمد عرابي، والقوات البريطانية والأيرلندية.

## الوضع العام قبل المعركة
- أثناء حملة الإسكندرية 1807، رغبت بريطانيا بإزاحة محمد علي باشا وتنصيب حاكم صوري تديره بريطانيا ويكون مواليا لها في جميع مصالحها، بدأت بريطانيا الغزو بجيش قوامه 5 آلاف جندي في 17 مارس 1807 تحت قيادة الجنرال ألكساندر ماكينزي فرايزر، وحاصرت الإسكندرية؛ ولكن بعد مواجهتها لصعوبات وعوائق كثيرة، اضطرت القوات المحتلة للمغادرة في 25 سبتمبر.
- قررت قوات أحمد عرابي أن تثور على الاحتلال الأجنبي خصوصا بعدما أجهدت الديون الاقتصاد المصري وزعزعت حكم الخديوي إسماعيل.
- الأوروبيون بصورة عامة والإنجليز بصورة خاصة وضعوا في نصب عينهم هدف تأمين استثماراتهم وضمان سياستهم التوسعية والاستيلاء على قناة السويس ثم التحكم في مصر. أقيم مؤتمر أوروبي في إسطنبول في صيف عام 1882 إلا أن السلطان عبد الحميد الثاني قام بمقاطعته، ورفض إرسال جيوش لمساندة الحملة على مصر، وحينما لم يتم التوصل إلى اتفاق نهائي قررت بريطانيا الدخول في الحرب وحيدة، وباشرت القوات الفرنسية بسحب قطعها البحرية من الإسكندرية.

## بداية المعركة
بدأ الأسطول البريطاني بقصف الإسكندرية ثلاثة أيام في الفترة بين (11 يوليو – 13 يوليو) واقتحمت قوات البحرية المدينة بعد أن دمرت بالكامل.

### رفض عرابي
أعلن أحمد عرابي رفضه، واستصدر من شيوخ الأزهر فتوى بتكفير الخديوي توفيق وخيانتة للدولة ومساعدة العدو لاحتلال أرض مصر، وصرّح بوجوب التعبئة العامة والتجنيد لمحاربة بريطانيا.

## الحملة العسكرية البريطانية

### معركة كفر الدوار
بينما كانت القوات البريطانية تحاول الوصول إلى القاهرة عن طريق الإسكندرية استراحت لمدة خمسة أسابيع في كفر الدوار. في شهر أغسطس، قام الجنرال جارنيت ويلسلي قائد الحملة باحتلال قناة السويس ومعه 40 ألف من الجند، وفوّض للقضاء على الثورة العرابية وجميع الثوار.

### معركة القصاصين
حاول عرابي أن يستعيد القناة عندما هاجم القوات البريطانية بالقرب من القصاصين في 10 سبتمبر. وقد فوجئت القوات البريطانية بالهجوم. ونشب قتال ضارٍ، تكبد البريطانيون فيه خسائر كبيرة. إلا أنه لحسن حظ البريطانيين، فقد وصلت إمدادات حديثة، بما فيها قوات الحرس السابعة ولواء المرتفعات، مما أجبر القوات المصرية المنهكة على التراجع.

### معركة التل الكبير
في 13 سبتمبر عام 1882 في معركة التل الكبير وكانت آخر مواجهات العرابيين، وعززت سيطرة الخديوي توفيق مرة أخرى من الإنجليز بعد هزيمة الجيش المصري.

### محاكمه العرابين
اعتقل زعماء الثورة العرابية والضباط والأعيان الذين أيدوها ما عدا عبد الله النديم الذي اختفى عن الأنظار ولم تستطيع عيون الحكومة أن تصل إليه. وأصدرت المحكمة العسكرية في ديسمبر 1882 م حكمها ب:
- إعدام قادة الثورة وهم: أحمد عرابى، طلبة عصمت، عبدالعال حلمى، محمود سامى البارودى، على فهمى.
- عدل حكم الإعدام إلى النفى المؤبد ومصادرة أملاكهم، حيت تم نفيهم إلى جزيرة سيلان بالهند.

## قناة السويس
ومنها ظلت القوات البريطانية في مصر إلى أن تم الاتفاق على معاهدة 1922 والمعاهدة الأنجلو – مصرية عام 1936، التي تمنح الملك فاروق سيادة تدريجية على الأراضي المصرية بالرغم من أن الملك كان حاكما صوريا تديره بريطانيا، حيث إن بريطانيا مارست سيادتها على قناة السويس حتى تم تأميمها عام 1956 على يد جمال عبد الناصر بعد 72 عام من الاحتلال.